# Katholische Sozialakademie Österreichs

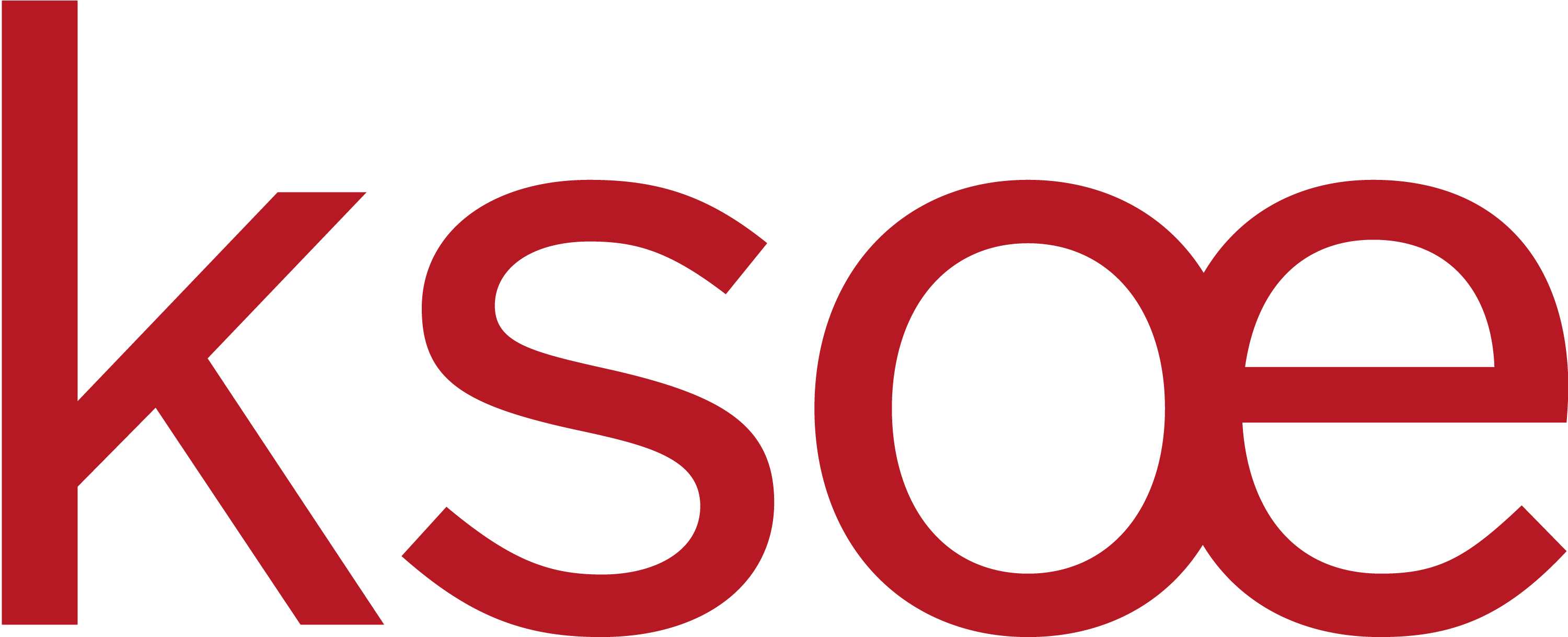
Logo der Katholischen Sozialakademie Österreichs

Die Katholische Sozialakademie Österreichs ist eine 1958 gegründete kirchenrechtliche Einrichtung der Österreichischen Bischofskonferenz, hat ihren Sitz in Wien und gilt als juristische Person.

## Geschichte
Im Mai 1952 fand im österreichischen Wallfahrtsort Mariazell ein Studientag zur Vorbereitung zum Katholikentag 1952 statt, welcher unter dem Motto Eine freie Kirche in einer freien Gesellschaft stand. Dabei wurde das Prinzip der Nichteinmischung der Katholischen Kirche in parteipolitische Tagesfragen Österreichs grundgelegt. Weiters forderte der Studientag ein Sozialprogramm der Katholiken und eine diesbezügliche Schulung, welche mit einer dafür geschaffenen Stelle erfolgen sollte. Das Papier wurde später mit Mariazeller Manifest benannt. 1954 wurde dazu in der Erzdiözese Wien ein Sozial- und Wirtschaftspolitisches Referat geschaffen. In der Folge beschloss die Österreichische Bischofskonferenz in der Frühjahrskonferenz mit März 1958 die Gründung der Katholischen Sozialakademie. In der Folge wurde vom Erzbischof in Wien Franz Kardinal König das Institut mit einem Statut versehen und die Rechtspersönlichkeit verliehen. Am 1. Oktober 1958 nahm die Sozialakademie unter der Leitung des Jesuitenpaters Walter Riener mit einem halbtägig angestellten Referenten und einer Vollzeitsekretärin die Tätigkeit auf. 1959 wurden die Räumlichkeiten in der Schottengasse bezogen. Mit der Gründung der Katholischen Sozialakademie Österreichs wurde die im Mariazeller Manifest geforderte Schulungsinstitution in Verbindung mit dem Sozialprogramm der österreichischen Katholiken verwirklicht.
Vorangegangen war 1954 die Schaffung des Sozial- und Wirtschaftspolitischen Referats der Erzdiözese Wien. Aus dem Gründungsauftrag Erforschung und Verbreitung der katholischen Soziallehre sowie die Förderung ihrer Anwendung entwickelte sich ein differenziertes Angebot mit den Säulen Gesellschaftspolitik, Politische Erwachsenenbildung und Organisationsentwicklung.
Aus einem dreimonatigen Internatskurs zunächst für Männer, später auch für Frauen, wurde ein berufsbegleitender Lehrgang zur Thematik Soziale Verantwortung entwickelt, der mit dem Erwerb des akademischen Titels AkademischeR EntwicklerIn sozialer Verantwortung abschließt. Zusätzlich zu den zwei- bzw. dreiwöchigen sozialen Seminaren für Frauen entstand Anfang der 2000er-Jahre die Frauenakademie. Der zweijährige berufsbegleitende Lehrgang wurde 2004 mit dem Innovationspreis für Erwachsenenbildung ausgezeichnet, ebenso 2007 Idee für eine Frauenplattform.
Mitte der 1970er-Jahre initiierte die Katholische Sozialakademie Gespräche zwischen Kirche und Parteien sowie mit der Arbeiterkammer und den Gewerkschaften und intensivierte die Zusammenarbeit mit deren politischen Akademien. Die Politische Bildungsarbeit der Sozialakademie führte zu Projekten in inner- und außerkirchlichen Betrieben und thematisierte die Humanisierung der Arbeitswelt. Bedingungsloses Grundeinkommen wurde Mitte der 1980er-Jahre durch Publikationen der Sozialakademie zu einem zentralen Thema der Sozialpolitik.
Ausgehend von einem Studientag mit dem Titel Von der Quantität zur Qualität des Lebens entstand zunächst ein gleichnamiges Buch und darauf aufbauend die Schriftenreihe Soziale Brennpunkte. Ende der 1980er-Jahre beteiligte sich die Akademie maßgeblich an der Vorbereitung der ersten österreichischen Armutskonferenz, die dann Ende 1995 in Salzburg stattfand. Die Allianz für den freien Sonntag Österreich ist breit aufgestellt und besteht aus Kirchen, Gewerkschaften Wirtschaft und zivilgesellschaftlichen Organisationen und versucht der schleichenden Aushöhlung des Sonntags entgegenzuwirken.
Zu Beginn der 2000er-Jahre war die Migration von Familien und deren Integration Thema mehrerer Studien und Veranstaltungen. Ebenfalls in dieser Zeit koordinierte die Akademie die Schaffung eines ökumenischen Sozialdokumentes, an dem sich vierzehn christliche Kirchen beteiligten. Das Sozialwort des Ökumenischen Rates der Kirchen in Österreich ersteht sich als Kompass für soziales Denken und Handeln. Ab 2004 wurde die Ethik der Geldanlage thematisiert.

### Allianz für den freien Sonntag
Am 3. Oktober 2001 wurde die „Allianz für den freien Sonntag Österreich“ aus der Taufe gehoben. Die ksœ war an deren Vorbereitung wesentlich beteiligt und koordinierte dieses breite Bündnis von über 50 Organisationen aus Kirchen, Gewerkschaften und Zivilgesellschaft bis 2021. Es finden laufend Medienevents, Enqueten und Kampagnen statt, um das Bewusstsein für den Wert gemeinsamer freier Zeit am Sonntag zu stärken und einer schleichenden Aushöhlung des freien Sonntags entgegenzuwirken.
2008 wurde das Dossier „Solidarische Ökonomie“ herausgegeben. Die ksœ arbeitete mit an der Vorbereitung zu den Kongressen „Solidarische Ökonomie“ 2009 und 2013.

### Umstrukturierung
In ihrer Sommervollversammlung 2020 fasste die Österreichische Bischofskonferenz den Beschluss, die ksœ einem umfassenden „Relaunch“ zu unterziehen. 2021 wurden ein „Mission Statement“ sowie ein neues Statut beschlossen und Markus Schlagnitweit auf fünf Jahre zum Direktor der ksœ bestellt.
Der damit begonnene Prozess der grundlegenden Neuaufstellung sieht die Aufgaben der ksœ nach eingehenden Beratungen und Sondierungen im Zuge des Relaunch-Prozesses in Hinkunft verstärkt auf „Forschung und Dialog“ (anstelle von „Bildung und Beratung“). Neu in der Schwerpunktsetzung und formalen Strukturierung ihrer inhaltlichen Arbeit ist die Unterstützung durch einen multidisziplinär und hochkarätig besetzten Wissenschaftlichen Beirat im Sinne kritischer Beratung und Begleitung, Vernetzung mit wissenschaftlichen und gesellschaftlichen Akteuren sowie Integration in laufende soziale und politische Prozesse. Die ksœ soll sich so zu einer gesellschaftspolitischen Denkfabrik auf Basis der Katholischen Soziallehre sowie weltanschaulich offenen politischen Dialog-Plattform zugunsten eines guten Zusammenlebens aller entwickeln. Zu diesem Dialog-Auftrag zählen auch die Entwicklung und Umsetzung von zeitgemäßen und breit gefächerten Bildungsformaten über die Inhalte und Ergebnisse ihrer Forschungstätigkeit.

## Leitung
- Walter Riener (1908–9. September 1972), von 1958 bis 1972
- Herwig Büchele (* 1935), von 1972 bis 1983
- Alois Riedlsperger (* 1945), von 1983 bis 2005 und von 2009 bis 2013[3]
- Markus Schlagnitweit (* 1962), von 2005 bis 2009[4]
- Magdalena Holztrattner (* 1975), von 2013 bis 2020[5]
- Markus Schlagnitweit (* 1962), seit 2020